# Guarda de Finanças
A Guarda de Finanças (em italiano:  Guardia di Finanza) é uma polícia especial da Itália subordinada diretamente ao ministro de Economia e das Finanças.
As atribuições e competências são: a defesa nacional de fronteiras, polícia ostensiva, segurança pública, polícia judiciária relativa à sua competência específica, contraterrorismo, polícia de alfândegas e de fronteiras, antidroga e polícia econômica e financeiras.
A Guarda de Finanças mantém mais de seiscentos barcos e navios e mais de cem aeronaves para cumprir a sua missão de patrulhar as águas territoriais de Itália. Tem 68 mil policiais e estão em serviço também no Europol e OLAF.
A Comando-Geral da Guarda de Finanças está localizado em Roma. A Força tem uma organização nacional, regional e provincial.

## Grupos especiais da Guarda de Finanças
- Gruppo di Investigazione Criminalità Organizzata (GICO): Grupo de Investigação de Crime Organizado.
- Gruppo Operativo Antidroga (GOA): Grupo de antinarcóticos
- Gruppo Anticrimine Tecnologico (GAT): Grupo cibercrime.
- Commando Operativo Aeronavale (ROAN): Comando de Operação Ar-naval.
- Antiterrorismo Pronto Impiego (ATPI): Antiterrorismo.
- Serviço de Cães antidroga.

## Galeria

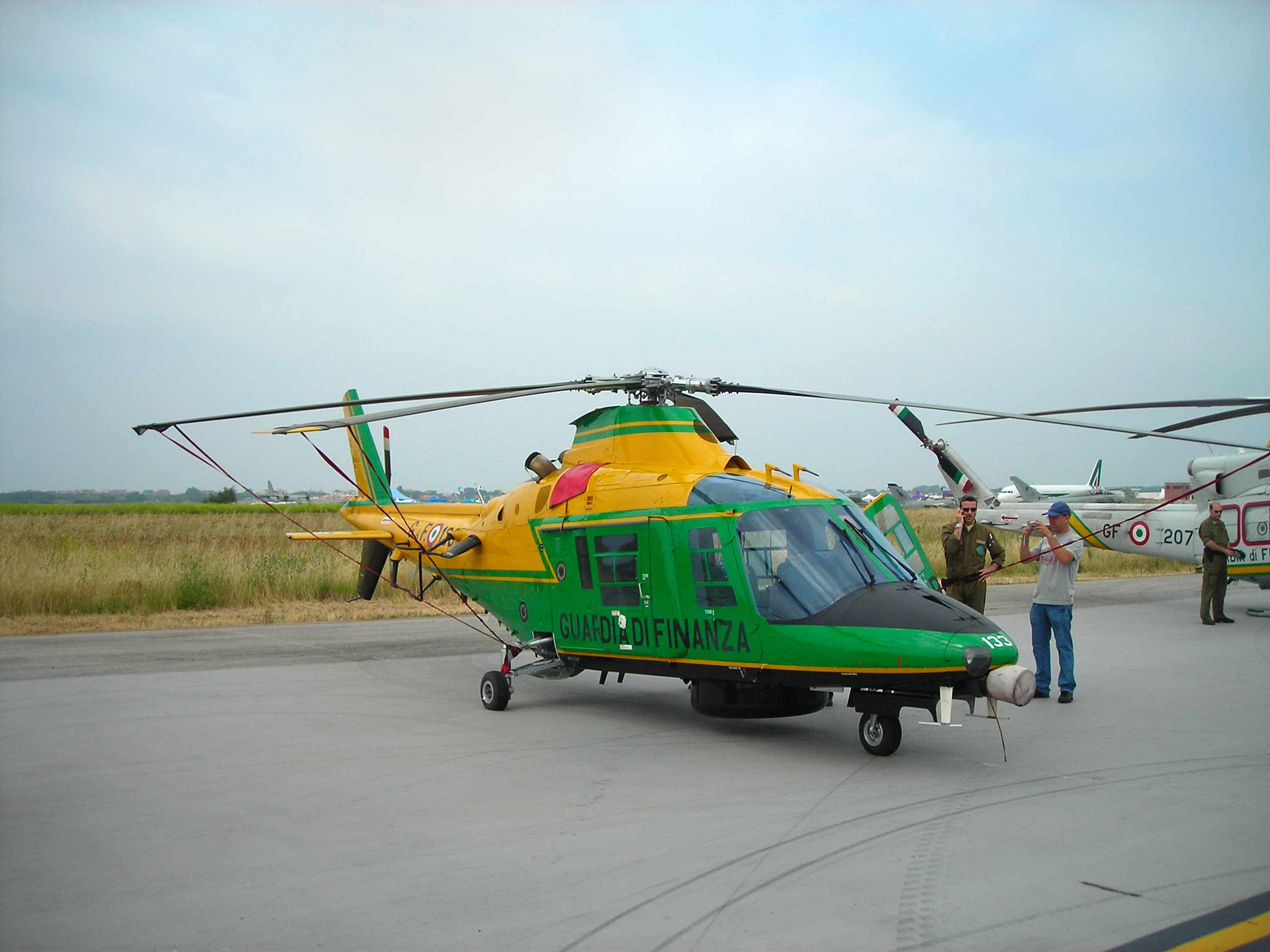
Helicóptero da Guarda de Finanças
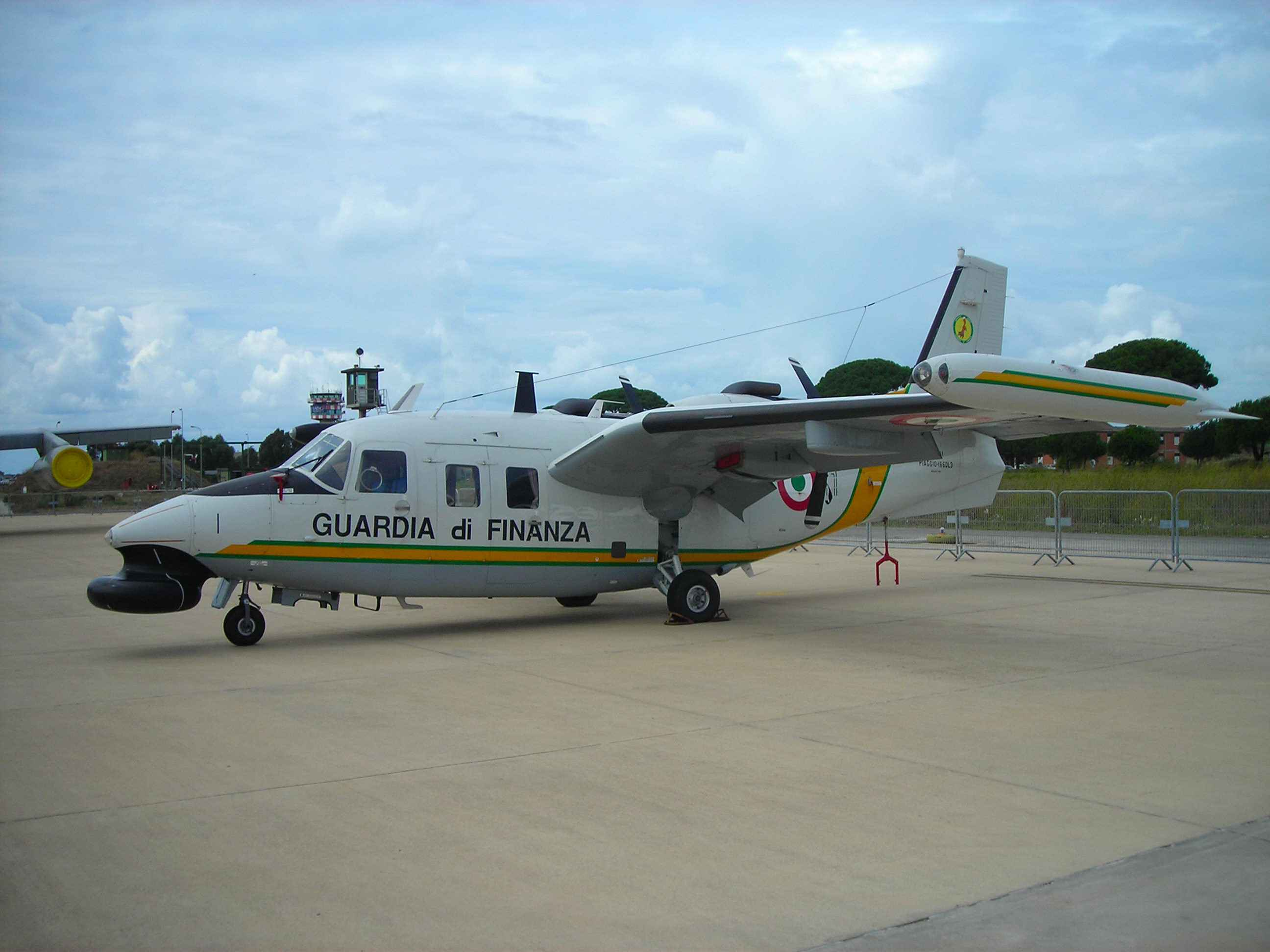
Avião anticontrabando da Guarda de Finanças
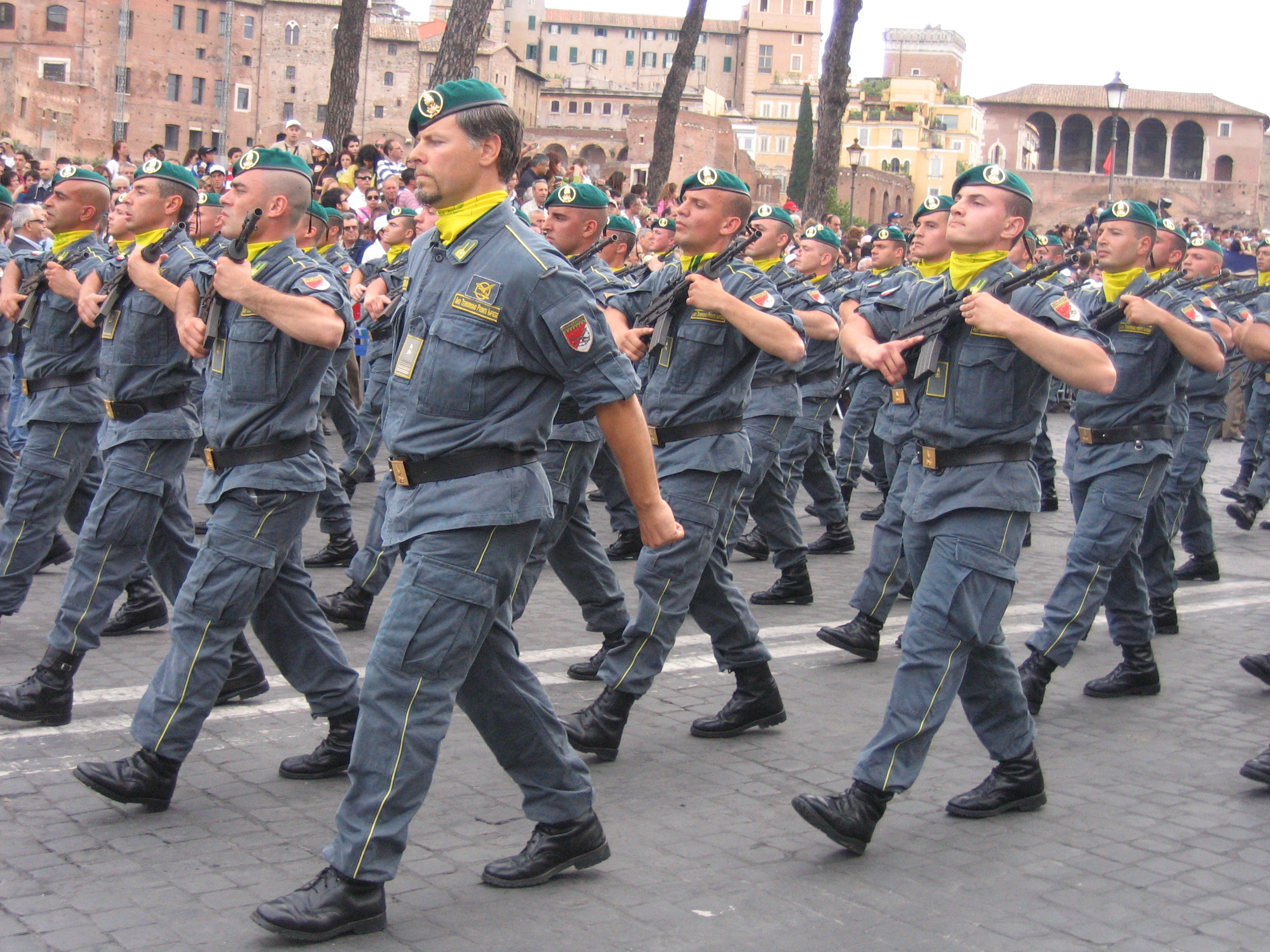
Policiais da Guarda de Finanças
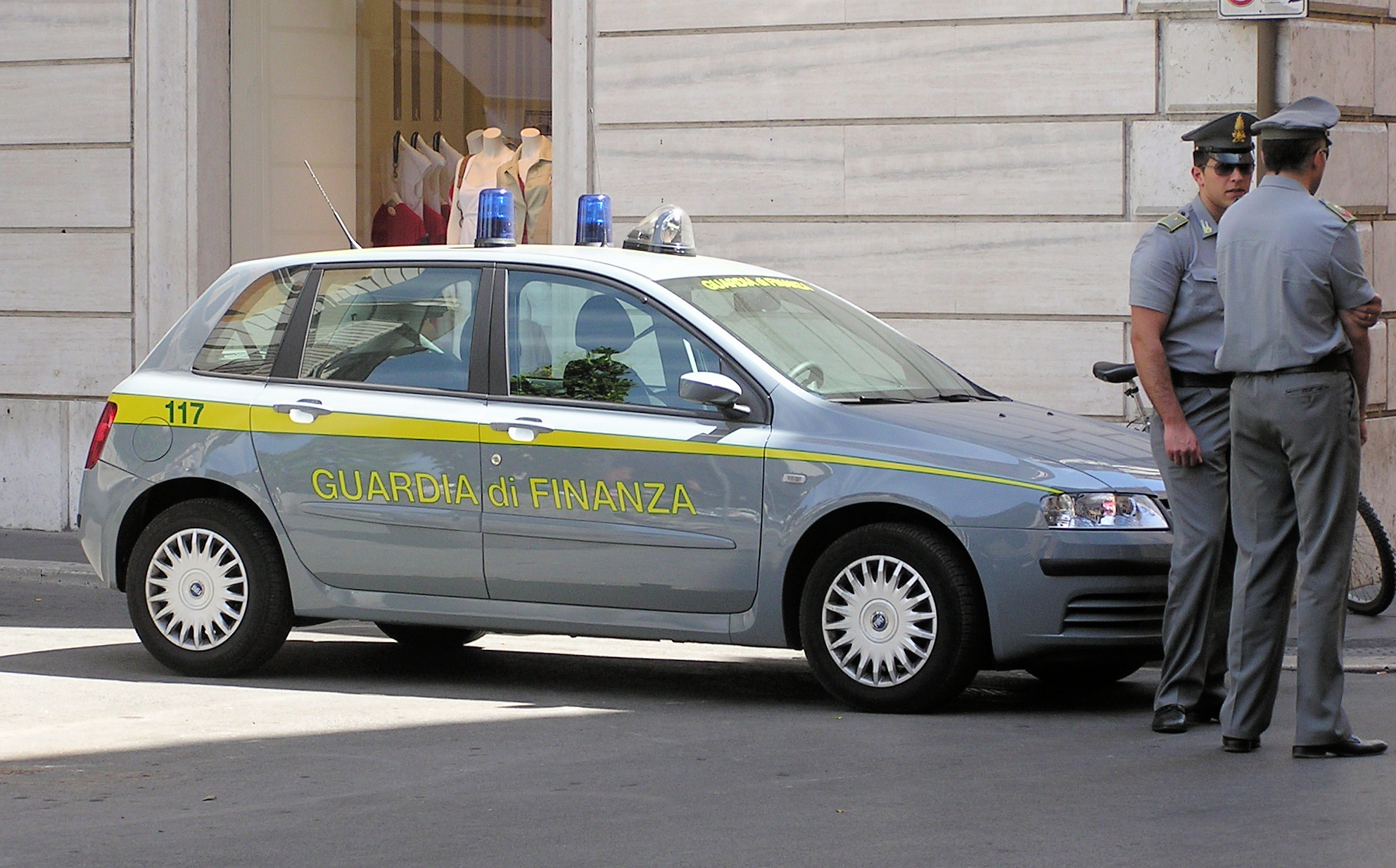
Viatura policial